# Kyselina glykolová
Kyselina glykolová (hydroxyethanová) je organická sloučenina, jde o nejjednodušší (alfa)hydroxykyselinu.

## Výskyt
V přírodě se kyselina glykolová vyskytuje v některých cukernatých rostlinách a také například v ananasu, melounu nebo nezralých hroznech.

## Výroba
Kyselina glykolová se vyrábí reakcí kyseliny chloroctové s  hydroxidem sodným:
ClCH2COOH + NaOH → HOCH2COOH + NaCl.
Tímto způsobem se ročně vyrobí tisíce tun této kyseliny.
Ekonomickým způsobem výroby je katalyzovaná reakce formaldehydu se syntézním plynem (karbonylace formaldehydu). K ostatním, málo používaným, metodám výroby patří např. hydrogenace kyseliny šťavelové a hydrolýza kyanhydrinu získaného z formaldehydu. Kyselinu glykolovou lze také izolovat z přírodních zdrojů uvedených výše.
Kyselinu glykolovou lze rovněž vyrábět enzymatickou reakcí. Přitom je potřeba méně energie a vzniká méně vedlejších produktů.
Teoreticky ji lze vyrobit také oxidací glykolaldehydu.

## Použití

### Medicína
Díky své výborné schopnosti proniknout kůží se kyselina glykolová používá na produkty péče o pleť, nejčastěji jako chemický peeling používaný v dermatologii, plastické chirurgii nebo v estetice v koncentracích 20 až 70 % nebo v domácích sestavách v nižších koncentracích od 10 do 20 %. Účinnost je významně ovlivněna pH, které závisí na koncentrací; zatímco nejsilnější peelingy mají pH asi 0,6 (dostatečně silné k úplné keratolýze pokožky), tak domácí sestavy mají pH o hodnotě 2,5.
Tato kyselina se dále používá pro úpravu vzhledu a struktury kůže. Může omezovat vrásky, jizvy po akné, hyperpigmentaci a mnoho dalších kožních nemocí.

### Ostatní použití
Kyselina glykolová se též používá jako meziprodukt v organické syntéze, kde se používá například při oxidačněredukčních reakcích, při esterifikaci a polymerizaci. Používá se jako monomer na výrobu kyseliny polyglykolové a dalších biokompatibilních kopolymerů.
Mezi dalšími použitími této kyseliny patří také použití v textilním průmyslu jako barvicí a činící látky. Používá se také ke zpracování potravin jako aromatická přísada a konzervant.
Tato látka se také používá jako složka emulzních polymerů, rozpouštědel a přídavných látek do inkoustů a barev.
Pro komerční využití jsou důležité některé deriváty kyseliny glykolové, hlavně methyl (registrační číslo CAS 96-35-5), teplota varu 147–149 °C a ethyl (CAS 623-50-7, teplota varu 158–159 °C) ester, které jsou na rozdíl od kyseliny snadno destilovatelné. Butylester (teplota tání 178–186 °C) je složkou některých laků, protože je netěkavý a má dobré rozpouštěcí vlastnosti.

## Bezpečnost
Kyselina glykolová je (v závislosti na hodnotě pH) silná žíravina. Stejně jako ethylenglykol je metabolizována na kyselinu šťavelovou, která je nebezpečná při požití.